# Lilian Compan
Lilian Compan (Hyères, 30 april 1977) is een Franse voetballer (aanvaller) die sinds 2008 voor de Franse eersteklasser AS Cannes uitkomt. Eerder speelde hij onder meer voor AS Cannes, AS Saint-Étienne en SM Caen.